# Barrage Crystal
Le barrage Crystal (en anglais : Crystal Dam) est un barrage américain dans le comté de Montrose, au Colorado. Ce barrage-voûte sur le cours de la Gunnison est à l'origine du réservoir Crystal. Il est protégé au sein de la Curecanti National Recreation Area.